# Ulica Henryka Sienkiewicza w Raciborzu
Ulica Henryka Sienkiewicza (daw. niem. Schrammstraße) – raciborska ulica znajdująca się w dzielnicy Centrum. Rozpoczyna się od skrzyżowania z ulicami Piwną i Drzymały, następnie biegnie obok pl. Jagiełły, a kończy na skrzyżowaniu z ulicami Staszica i Bema. Swoją nazwę wzięła od Henryka Sienkiewicza. Dawna nazwa ulicy pochodzi od burmistrza Raciborza - Roberta Schramma.

## Architektura

### Budynki mieszkalne
- Kamienice przy ul. Sienkiewicza 4 i 6 – wybudowane zostały w 1906 r. w stylu secesyjnym według projektu Henryka Arwińskiego. Budowla czterokondygnacyjna, murowana z cegły z licznymi zachowanymi detalami architektonicznymi. Niektóre miejsca są otynkowane, a sutereny boniowane. Wyższe kondygnacje zostały licowane płytkami ceramicznymi, a w elewacjach frontowych widoczne ryzality balkonowe w kształcie prostokąta, które wsparte są na kolumnach, a także w kształcie trójkąta z lekko wklęsłymi ścianami bocznymi. Dekoracja sztukatorska posiada motywy kwiatów i falistych wstęg. Całość pokryta jest półmansardowym dachem[3].

## Obiekty użyteczności publicznej
- ING Bank Śląski – jedyny oddział tego banku w Raciborzu znajdujący się przy ul. Sienkiewicza 2[4]. Bank znajduje się w budynku dobudowanym w 1929 r. do dawnej willi Sobtzicków. Wiązało się to z potrzebami Banku Prowincji, który przejął willę od raciborskiej cukrowni. Skrzydło od strony ul. Sienkiewicza miało dwie kondygnacje, natomiast skrzydło od strony pl. Jagiełły trzy. Elewacja dobudowanych części posiadała prosty modernistyczny wygląd. W części od strony ul. Sienkiewicza umieszczono na parterze nowoczesną bankową salę operacyjną. 29 marca 1940 r. cała willa stała się własnością skarbu III Rzeszy. W 1945 r. w budynku umieszczono oddział Narodowego Banku Polskiego, a po przekształceniach oddział ING Banku Śląskiego[5][6].

- Regionalne Centrum Krwiodawstwa i Krwiolecznictwa – samodzielny publiczny zakład opieki zdrowotnej, który powstał na mocy decyzji Ministra Zdrowia i Opieki Społecznej w wyniku przekształcenia Rejonowych Stacji Krwiodawstwa na terenie Raciborza i Rybnika. Siedzibą Centrum jest Racibórz, a w Jastrzębiu-Zdroju, Pszowie i Rybniku działają 3 oddziały terenowe. Regionalne Centrum Krwiodawstwa i Krwiolecznictwa obejmuje działa na terenie powiatu raciborskiego, rybnickiego i wodzisławskiego, a także miast na prawach powiatu Jastrzębia-Zdroju, Żor i Rybnika. Dystrybucja krwi i preparatów krwiopochodnych odbywa się na terenie całego kraju[7].